# بروجتسه
بروجتسه (به لهستانی:  Brudzice) یک روستا در لهستان است که در گمینا لگوتا ویلکا واقع شده‌است. بروجتسه ۸۷۴ نفر جمعیت دارد.